# DL케미칼
DL케미칼 주식회사는 DL그룹의 석유화학 회사이다.

## 역사
- 1979년 - 호남에틸렌(주) 설립
- 1987년 - 대림산업(주)에 합병
- 2020년 - Cariflex (IR 라텍스 제조) 인수
- 2021년 - DL케미칼(주)설립 (DL(주) (구 대림산업 (주))에서 분할)
- 2021년 - 친환경 접착 소재 사업 진출을 위해 미국 REXtac 과 국내 합작 법인을 설립 이사회 결의
- 2022년 - Kraton (합성고무 및 파인케미칼 제조) 인수
- 2023년 - REXtac와 국내 합작 법인 디렉스폴리머 설립
- 2023년 - 디렉스폴리머 첫 APAO 생산